# 竹内清己
竹内 清己（たけうち きよみ、1942年2月5日 - ）は、日本の国文学者、東洋大学名誉教授。

## 経歴
北海道室蘭市に生まれる。千葉大学文理学部卒。森安理文に師事。高校教師、千葉大学教養部助教授、教授、東洋大学文学部教授、2012年定年退任。日本近代文学専攻、堀辰雄を主軸に泉鏡花、川端康成、太宰治などを研究対象としている。2003年「日本近代文学伝統論 民俗/芸能/無頼」で東洋大学文学博士。芸術至上主義文芸学会会長。

## 著書

### 単著
- 『堀辰雄の文学』（桜楓社、1984年）
- 『文学空間 風土と文化』桜楓社　1989
- 『堀辰雄と昭和文学』（三弥井書店、1992年）
- 『センスの場所　近代詩散歩』（みとす社出版部、1995年）
- 『文学構造　作品のコスモロジー』（おうふう、1997年
- 『日本近代文学伝統論 民俗/芸能/無頼』（おうふう、2003年）
- 『堀辰雄　人と文学』（日本の作家100人）（勉誠出版、2004年）
- 『村上春樹・横光利一・中野重治と堀辰雄　現代日本文学の水脈』（鼎書房、2009年）
- 『臨床の知としての文学』鼎書房、2012

### 編集・編著
- 『作家の自伝18　井上靖』（日本図書センター、1994年）
- 『作家の自伝52　堀辰雄』（日本図書センター、1997年）
- 『堀辰雄事典』（勉誠出版、2001年）
- 『堀辰雄『風立ちぬ』作品論集』（クレス出版、2003年）

### 共著・共編
- 安藤幸輔、金子昌夫、坂本哲郎、大森盛和共著『昭和の短篇小説』（菁柿堂、1989年）
- 中嶋尚共著『概説 日本文学文化』（おうふう、2001年）
- 竹内恵子共編『いのちの文箱 名作にみる看・護・療』（菁柿堂、2005年）
- 馬渡憲三郎,高野良知,安田義明共編『円地文子事典』（鼎書房、2011年）